# Sébastien Pocognoli
Sébastien Pocognoli (* 1. August 1987 in Seraing) ist ein ehemaliger belgischer Fußballspieler und heutiger Trainer.

## Karriere

### Im Verein
Der Sohn italienischer Einwanderer begann beim RFC Seraing Fußball zu spielen. Im Jahre 1996 wechselte Pocognoli in die Jugendabteilung des benachbarten Erstligisten Standard Lüttich. Zu Beginn der Saison 2002/03 wechselte er zum KRC Genk, für den er zwei Jahre in der Jugend spielte. Zur Saison 2005/06 stieg er 17-jährig in den Profikader des KRC Genk auf. Er debütierte am 22. Januar 2006 in der Pro League für die Profimannschaft bei der 1:2-Niederlage gegen Sporting Charleroi. Vier Tage später erzielte Pocognoli sein erstes Tor im Punktspiel gegen den KVC Westerlo und kam bis zum Saisonende auf insgesamt 15 Einsätze. Nach der Folgesaison mit 30 Erstligaeinsätzen ging er zu AZ Alkmaar in die niederländische Eredivisie. Dort gab er sein Debüt am 18. August 2007, als er am ersten Spieltag gegen den VVV-Venlo von Trainer Louis van Gaal in der 75. Minute eingewechselt wurde. Am 20. September 2007 debütierte er im Erstrundenhinspiel des UEFA-Pokals gegen FC Paços de Ferreira und markierte dabei den 1:0-Siegtreffer. Sein erstes Tor in der Liga erzielte Pocognoli am 9. Dezember 2007 beim 2:1-Sieg gegen den FC Utrecht. Im UEFA-Pokal kam er zu fünf Einsätzen; in der Liga kam er zu 28 Einsätzen (zwei Tore). In der Saison 2008/09, in der AZ Alkmaar niederländischer Meister wurde, setzte Trainer Louis van Gaal ihn in insgesamt 25 Spielen in der Eredivisie ein. Nach elf Ligaspielen und einem Tor in der Hinrunde der Folgesaison sowie fünf Einsätzen in der UEFA Champions League 2009/10 wechselte er zurück zu Standard Lüttich. Pocognoli kam in der UEFA Europa League 2009/10 in allen sechs Spielen der Lütticher, die im Viertelfinale dem Hamburger SV unterlagen, zum Einsatz.
In der Saison 2010/11 wurden Pocognoli mit Standard Lüttich punktgleich hinter dem KRC Genk Vizemeister und gewann anschließend im Endspiel gegen den KVC Westerlo den belgischen Pokal. Er kam in dieser Saison zu 24 Einsätzen und einem Tor in der Liga sowie zu zehn Einsätzen in den Play-offs. Des Weiteren folgten sechs Einsätze – unter anderem im Finale – im Pokalwettbewerb. Die Saison 2011/12 verlief hingegen weniger erfolgreich, denn er verpasste mit Lüttich nach dem vierten Platz in der regulären Saison durch einen fünften in den Play-offs die Europapokalteilnahme. Pocognoli kam in der Liga sowie in den Play-offs zu insgesamt 32 Einsätzen und in der UEFA Europa League 2011/12 in allen zehn Spielen der Lütticher zum Einsatz. In der Hinrunde der Folgesaison spielte Pocognoli noch siebenmal in der belgischen Liga, bevor er am 22. Januar 2013 einen Vertrag mit Laufzeit bis zum 30. Juni 2016 beim deutschen Bundesligisten Hannover 96 unterschrieb. In seiner ersten Partie am 26. Januar 2013 gegen den VfL Wolfsburg erhielt er die rote Karte und wurde für drei Spiele gesperrt. Pocognoli kam in der Rückrunde der Spielzeit 2012/13 zu elf und in der Folgespielzeit zu 19 Einsätzen.
Im Juli 2014 wechselte er zu West Bromwich Albion in die englische Premier League. In der Saison 2016/17 wurde er von dort nach Brighton & Hove Albion ausgeliehen. Nach Ablauf dieser Ausleihe wechselte er mit Beginn der Saison 2017/18 zurück nach Standard Lüttich.
Nachdem er in der Saison 2019/20 nur bei einem Spiel der Reservemannschaft auf dem Platz gestanden hatte, einigte sich der Verein mit ihm über die Auflösung seines Vertrages zur Winterpause. Wenige Tage später unterschrieb Pocognoli einen Vertrag bis Sommer 2021 mit einer Option für ein weiteres Jahr beim Zweitdivisionär Royale Union Saint-Gilloise.
Aufgrund eines Bänderanrisses im Knie fiel er vom 15. Februar 2020 bis 3. April 2021 aus. Erst bei den letzten drei Spielen der Saison, die bedeutungslos waren, da Saint Gilloise bereits in die Division 1A aufgestiegen war, wurde Pocognoli wieder eingesetzt. Aufgrund dieser Verletzung beendete er nach der Saison 2020/21 seine aktive Karriere.

### In der Nationalmannschaft
Pocognoli durchlief diverse Jugendnationalmannschaften. 2006 bestritt er bei der U-19 Europameisterschaft alle drei Partien und schied mit Belgien als Tabellenletzter aus. Mit der belgischen U-21-Nationalmannschaft nahm er dann 2007 an der Europameisterschaft in den Niederlanden teil, bei der er einen Treffer erzielte. Sein Team scheiterte erst im Halbfinale gegen Serbien mit 0:2. Pocognoli gab am 30. Mai 2008 sein Debüt für die belgische A-Nationalmannschaft in einem Testspiel gegen Italien. Wenig später wurde Pocognoli in das Aufgebot der belgischen Nationalmannschaft für die Olympischen Spiele 2008 in Peking berufen. Während des olympischen Turniers gelang ihm dann zwar kein Treffer, aber er erreichte mit seiner Mannschaft das Halbfinale, in dem diese gegen die Auswahl Nigerias ausschied. In den Jahren danach scheiterte er mit der Nationalmannschaft sowohl in der WM-Qualifikation 2010 als auch in der Qualifikation zur EM 2012, bei der er aber nur im Kader stand und nicht zum Einsatz kam. Bei der Qualifikation zur WM 2014 wurde Pocognoli zweimal eingesetzt und qualifizierte sich mit der Mannschaft für die Endrunde.

## Trainer
Ab der Saison 2021/22 war Pocognoli Trainer der U 21-Mannschaft von Royale Union Saint-Gilloise. Nach weiteren Stationen als Jugendtrainer beim KRC Genk und den belgischen U18-Junioren wurde er im Juli 2024 als Nachfolger von Alexander Blessin Cheftrainer der ersten Mannschaft von Royale Union Saint-Gilloise, womit er seinen ersten Posten als Trainer einer Profimannschaft übernahm. In seiner Debütsaison führte er den Verein in der Saison 2024/25 zur ersten belgischen Meisterschaft seit 90 Jahren. Für diese Leistung wurde Pocognoli im Mai 2025 als Trainer der Saison in der belgischen Pro League ausgezeichnet.

## Titel und Erfolge
Als Spieler
- Niederländischer Meister: 2009
- Niederländischer Supercup: 2009
- Belgischer Pokalsieger: 2011, 2018

Als Trainer
- Belgischer Meister: 2025
- Belgischer Fußballtrainer des Jahres: 2025[10]